# Pseudagrion merina
Pseudagrion merina – gatunek ważki z rodziny łątkowatych (Coenagrionidae).